# Tazewell County, Illinois
Tazewell County är ett county i delstaten Illinois, USA. Administrativ huvudort är Pekin. Den administrativa huvudorten (county seat) är Pekin.

## Geografi
Enligt United States Census Bureau har countyt en total area på 1 704 km². 1 681 km² av den arean är land och 23 km² är vatten.

### Angränsande countyn
- Woodford County - nord
- McLean County - öst
- Logan County - syd
- Mason County - sydväst
- Fulton County - väst
- Peoria County - nordväst

### Orter
- Delavan
- East Peoria
- Morton
- Marquette Heights
- Pekin (huvudort)
- Washington